# Bandiera dell'Impero del Brasile
La bandiera dell'Impero del Brasile è stata la bandiera in uso nell'Impero del Brasile.

## Storia
Il vessillo fu adottato e ideato nel 1822 ideata da Raimundo Teixeira Mendes, con la collaborazione di Miguel Lemos e di Manuel Pereira Reis. Il disegno venne eseguito da Décio Villares. Il colore verde della bandiera rappresenta la famiglia reale Braganza di Pietro I, primo imperatore del Brasile, mentre il giallo rappresenta la famiglia Asburgo di Leopoldina, moglie di Pedro I.
La bandiera repubblicana, oggi in uso, utilizza gli stessi colori della bandiera imperiale, sostituendo lo stemma reale con un cerchio blu che riproduce il cielo sopra Rio de Janeiro il mattino del 15 novembre 1889, il giorno della dichiarazione della repubblica.

## Bandiere storiche

Bandiera del Principe del Brasile (1645-1815)
Bandiera del Regno Unito di Portogallo, Brasile e Algarve (1815-1825)
Bandiera del Brasile, parte del Regno Unito (1816-1822)
Bandiera del Principe reggente del Brasile (1822), con corona portoghese
Bandiera dell'Impero del Brasile (1822-1853), con 19 stelle
Bandiera dell'Impero del Brasile (1853-1889), con 20 stelle